# Jankowa Żagańska (stacja kolejowa)
Jankowa Żagańska – stacja kolejowa w Jankowej Żagańskiej na linii kolejowej nr 282 Miłkowice – Jasień, w województwie lubuskim.
Wiosną 1945 Jankowa Żagańska była stacją wyładowczą 2. Armii Wojska Polskiego, pozostającą w dyspozycji służby kwatermistrzowskiej frontu, głównie podczas operacji łużyckiej. Dostarczany tu sprzęt i towar rozwożono dalej samochodami na front lub przekazywano dalej do bazy w Ruszowie.

## Wymiana pasażerska
| Rok  | Wymiana pasażerska na dobę |
| ---- | -------------------------- |
| 2017 | 10-19                      |
| 2023 | 20-49                      |